# Antonio Jesús Regal Angulo
Antonio Jesús Regal Angulo (Herrera, provincia de Sevilla, 11 de diciembre de 1987), más conocido como Antoñito, es un futbolista español que juega de defensa en el El Palo F. C. de la Tercera Federación.

## Trayectoria
Se formó en las categorías inferiores del Fuengirola. En 2007 debutó en la segunda división con el Polideportivo Ejido. Más tarde, jugó en la U. D. Melilla, U. D. Almería "B".
En 2011 llegó al Écija Balompié. A final de temporada fue premiado por la peña del Écija Balompié con el galardón al jugador más regular de la plantilla.[cita requerida] Al final de la temporada 2012-13, tras interesarse por el jugador varios clubes de superior categoría, firmó por el F. C. Cartagena.
En verano de 2014 se hizo oficial su fichaje por el Albacete Balompié. Seguidamente en el verano de 2016 se hizo oficial su fichaje por el Córdoba C. F.
El 8 de julio de 2017 se hizo oficial su fichaje por el Real Valladolid C. F. para dos temporadas. En la primera de ellas consiguió el ascenso a Primera División y en la 2018-19 debutó en la máxima categoría. El 21 de octubre de 2018 marcó su primer gol en Primera frente al Real Betis Balompié. En verano de 2019 renovó por dos temporadas en el club vallisoletano.
El 26 de septiembre de 2020 se confirmó que rescindía su contrato con el equipo pucelano y firmaba por dos temporadas con el Panathinaikos F. C.  de la Superliga de Grecia.
El 14 de enero de 2021 se confirmó su regreso al F. C. Cartagena en Segunda División, firmando por lo que restaba de temporada y una más. En enero de 2022 rescindió su contrato con el equipo cartaginés. Entonces estuvo unos meses sin equipo hasta su incorporación el 22 de abril al Real Club Deportivo de La Coruña para lo que quedaba de la temporada. Jugó seis partidos en ese periodo de tiempo antes de llegar a un acuerdo en el mes de julio para seguir un año más. Tras el mismo abandonó la entidad coruñesa y en agosto de 2023 firmó por el R. C. Recreativo de Huelva por una temporada con opción a otra. Solo estuvo la primera de ellas antes de continuar su carrera en El Palo F. C.

## Clubes
| Club                         | País   | Año       |
| ---------------------------- | ------ | --------- |
| C. D. Fuengirola             | España | 2005-2007 |
| Polideportivo Ejido          | España | 2007      |
| U. D. Melilla                | España | 2007-2008 |
| Polideportivo Ejido          | España | 2008-2010 |
| U. D. Almería "B"            | España | 2010-2011 |
| Écija Balompié               | España | 2011-2013 |
| F. C. Cartagena              | España | 2013-2014 |
| Albacete Balompié            | España | 2014-2016 |
| Córdoba C. F.                | España | 2016-2017 |
| Real Valladolid C. F.        | España | 2017-2020 |
| Panathinaikos F. C.          | Grecia | 2020-2021 |
| F. C. Cartagena              | España | 2021-2022 |
| R. C. Deportivo de La Coruña | España | 2022-2023 |
| R. C. Recreativo de Huelva   | España | 2023-2024 |
| El Palo F. C.                | España | 2025-     |